# Калива
Кали́ва (греч. Καλύβα — букв. «хижина») — отдельная постройка на Святой Горе Афон, предназначенная для проживания монахов (чаще всего от одного до трёх, но не более шести). Обычно каждая калива имеет несколько комнат, в том числе домовой храм, и живёт по собственному распорядку. Несколько калив вместе образуют скит. Живущие в каливе монахи как правило занимаются ремеслом, рукоделием и художественными промыслами.
Разновидностью каливы является ксерокалива, которая не получает воду от скита, а пользуется дождевой водой, собранной в специальные резервуары. Насельник ксерокаливы не может быть выбран дикеем скита.
Каливы в скитах покупаются, продаются и наследуются, причём эти действия совершаются по строго определённым правилам, с обязательным участием главенствующего монастыря и собора скита.